# Lat Yao (huyện)
Lat Yao (tiếng Thái: ลาดยาว) là một huyện (amphoe) của tỉnh Nakhon Sawan, phía bắc Thái Lan.

## Lịch sử
Ban đầu, Lat Yao thuộc huyện Krok Phra. Khun Lat Boriban (ขุนลาดบริบาล), xã trưởng đã lãnh đạo phát triển hạ tầng xã này. Năm 1913, ông đã đề nghị tỉnh trưởng Nakhon Sawan nâng cấp xã này thành huyện. Chính quyền tỉnh đã chấp thuận đề xuất nâng cấp xã này thành huyện.

## Địa lý
Các huyện giáp ranh (từ phía bắc theo chiều kim đồng hồ) là Khanu Woralaksaburi của tỉnh Kamphaeng Phet, Banphot Phisai, Mueang Nakhon Sawan và Krok Phra của tỉnh Nakhon Sawan, Sawang Arom của tỉnh Uthai Thani, và Chum Ta Bong và Mae Wong của Nakhon Sawan.

## Hành chính
Huyện này được chia thành 12 phó huyện (tambon), các đơn vị này lại được chia ra thành 149 làng (muban). Lat Yao và Sanchao Kai To là thị trấn (thesaban tambon), mỗi đơn vị nằm trên một phần của the same-named tambon.  Có 12 Tổ chức hành chính tambon.
| STT | Tên            | Tên tiếng Thái | Số làng | Dân số |  |
| --- | -------------- | -------------- | ------- | ------ |  |
| 1.  | Lat Yao        | ลาดยาว         | 21      | 18.811 |  |
| 2.  | Huai Nam Hom   | ห้วยน้ำหอม       | 9       | 6.773  |  |
| 3.  | Wang Ma        | วังม้า           | 16      | 6.883  |  |
| 4.  | Wang Mueang    | วังเมือง         | 10      | 3.082  |  |
| 5.  | Soi Lakhon     | สร้อยละคร       | 10      | 2.693  |  |
| 6.  | Map Kae        | มาบแก          | 7       | 2.590  |  |
| 7.  | Nong Yao       | หนองยาว        | 9       | 4.823  |  |
| 8.  | Nong Nom Wua   | หนองนมวัว       | 9       | 5.149  |  |
| 9.  | Ban Rai        | บ้านไร่          | 24      | 12.611 |  |
| 10. | Noen Khilek    | เนินขี้เหล็ก       | 12      | 6.506  |  |
| 16. | Sanchao Kai To | ศาลเจ้าไก่ต่อ     | 12      | 13.491 |  |
| 17. | Sa Kaeo        | สระแก้ว         | 10      | 8.292  |  |

Con số từ 11-15 là các đơn vị được tách ra để lập huyện Mae Wong